# Collin Veijer
Collin Veijer (Staphorst, provincia de Overijssel, Países Bajos, 19 de febrero de 2005) es un piloto de motociclismo neerlandés. Fue subcampeón de la Red Bull MotoGP Rookies Cup en 2022. Desde el año 2025 participa en el Campeonato del Mundo de Motociclismo en la categoría de Moto2 con el equipo Red Bull KTM Ajo.

## Biografía
En 2020, Veijer participó en la Red Bull MotoGP Rookies Cup. En su primera temporada en este certamen, Veijer logró establecerse entre los diez primeros. Terminó ocho de las doce carreras dentró de los diez primeros, logrando en la última ronda en Valencia sus mejores resultados al terminar ambas carreras en la sexta posición.
En 2021, Veijer disputó su segunda temporada en la Red Bull MotoGP Rookies Cup. A diferencia de su temporada debut, en este temporada le costó asentarse entre los diez primeros, estableciéndose entre la 7.ª y 12.ª posición. Además en esta temporada disputó su primera temporada en el FIM CEV Moto3 Junior World Championship con el AC Racing Team, equipo con el que corrió en Pocketbikes y MiniGP. Las primeras dos rondas de la temporada las disputó con una KTM, mientras que las seis rondas restantes las corrió a los mandos de una Husqvarna. Su mejor resultado fue en Misano en donde logró finalizar la carrera en la cuarta posición.
En su tercera temporada en la Red Bull MotoGP Rookies Cup, Veijer se convirtió en uno de los candidatos al título. Consiguió tres victorias y tres podios, además de haber terminado el resto de las carreras en la zona de puntos. Al final finalizó como subcampeón a solo 14 puntos del español José Antonio Rueda, campeón del certamen. En el renombrado FIM JuniorGP World Championship, Veijer en 2022 pasó al AGR Team y este cambió le resultó positivo. Logró dos victorias, en Jerez y Aragón, además consiguió tres poles y un podio.

### Moto3
Hizo su debut en el Campeonato del Mundo de Motociclismo en 2023, Veijer pilotó para el Liqui Moly Husqvarna Intact GP, el equipo oficial de la marca sueca en Moto3, haciendo duplá con el experimentado japonés Ayumu Sasaki. En el Gran Premio de Austria, Veijer se hizo con la pole position por solo 57 milésimas a Daniel Holgado, logrando su primera pole y la primera pole de los Países Bajos desde que Jurgen van den Goorbergh lo hiciera en el Gran Premio de la República Checa de 500cc de 1999 y la primera en la categoría pequeña desde la conseguida por Hans Spaan en el Gran Premio de Australia de 125cc de 1990. El triunfo de Veijer en el Gran Premio de Malasia de 2023 terminó con 33 años y 78 días de sequía de los Países Bajos, que no lograba una victoria mundialista desde Hans Spaan en [[Gran Premio de Checoslovaquia de Motociclismo de 1990|125cc en Checoslovaquia 1990]]. Es el tercer mayor tiempo de espera de un país para volver a ganar tras las 40 temporadas que tuvo que esperar Argentina (1962-2002) y las 35 de Sudáfrica (1981-2016).
Veijer se mantuvo en la estructura del Liqui Moly Husqvarna Intact GP para la temporada 2024, haciendo dupla en esta oportunidad con otro experimentado japonés, Tatsuki Suzuki. En el Gran Premio de España, Veijer consiguió una dominante victoria, lidero 18 de las 19 vueltas de carrera, algo poco común en la categoría, imponiéndose por 45 milésimas al local David Muñoz. Esta fue la primera victoria neerlandesa en este gran premio desde que Henk van Kessel ganara en la categoría de 50cc de 1974.

### Moto2
El 13 de agosto de 2024 se hizo oficial el ascenso de Veijer al Campeonato del Mundo de Moto2 a partir de la temporada 2025 en las filas del Red Bull KTM Ajo.

## Resultados

### Red Bull MotoGP Rookies Cup
(Carreras en negrita indica pole position, carreras en cursiva indica vuelta rápida)
| Temp. | 1      | 2      | 3      | 4       | 5       | 6     | 7       | 8      | 9       | 10    | 11     | 12    | 13     | 14     | Pos. | Pts. |
| ----- | ------ | ------ | ------ | ------- | ------- | ----- | ------- | ------ | ------- | ----- | ------ | ----- | ------ | ------ | ---- | ---- |
| 2020  | RBR 14 | RBR 10 | RBR 10 | RBR 7   | ARA Ret | ARA 9 | ARA Ret | ARA 7  | VAL Ret | VAL 8 | VAL 6  | VAL 6 |        |        | 10.º | 67   |
| 2021  | POR 10 | POR 7  | JER 10 | JER Ret | MUG 11  | MUG 7 | SAC Ret | SAC 11 | RBR     | RBR   | RBR 11 | RBR 8 | ARA 12 | ARA 11 | 12.º | 62   |
| 2022  | POR 3  | POR 1  | JER 3  | JER 4   | MUG 15  | MUG 1 | SAC 4   | SAC 2  | RBR 4   | RBR 5 | ARA 4  | ARA 1 | VAL 7  | VAL 6  | 2.º  | 210  |

### FIM CEV Moto3 Junior World Championship
(Carreras en negrita indica pole position, carreras en cursiva indica vuelta rápida)
| Temp. | Moto      | 1      | 2     | 3      | 4       | 5       | 6      | 7      | 8      | 9      | 10    | 11     | 12     | Pos. | Pts. |
| ----- | --------- | ------ | ----- | ------ | ------- | ------- | ------ | ------ | ------ | ------ | ----- | ------ | ------ | ---- | ---- |
| 2021  | Husqvarna | EST 12 | VAL 7 | VAL 11 | CAT Ret | CAT Ret | POR 17 | ARA 26 | JER 15 | JER 14 | RSM 4 | VAL 12 | VAL 10 | 15.° | 44   |

### FIM JuniorGP World Championship
(Carreras en negrita indica pole position, carreras en cursiva indica vuelta rápida)
| Temp. | Moto | 1       | 2      | 3       | 4     | 5       | 6     | 7      | 8     | 9       | 10    | 11    | 12     | Pos. | Pts. |
| ----- | ---- | ------- | ------ | ------- | ----- | ------- | ----- | ------ | ----- | ------- | ----- | ----- | ------ | ---- | ---- |
| 2022  | KTM  | EST DNS | VAL 14 | VAL Ret | CAT 7 | CAT Ret | JER 1 | JER 11 | POR 9 | RSM Ret | ARA 1 | VAL 2 | VAL 23 | 6.º  | 93   |

### Campeonato del Mundo de Motociclismo
Sistema de puntuación de 1993 hasta 2022:
| Posición | 1.º | 2.º | 3.º | 4.º | 5.º | 6.º | 7.º | 8.º | 9.º | 10.º | 11.º | 12.º | 13.º | 14.º | 15.º |
| Puntos   | 25  | 20  | 16  | 13  | 11  | 10  | 9   | 8   | 7   | 6    | 5    | 4    | 3    | 2    | 1    |

Sistema de puntuación desde 2023 en adelante:
| Posición       | 1.º | 2.º | 3.º | 4.º | 5.º | 6.º | 7.º | 8.º | 9.º | 10.º | 11.º | 12.º | 13.º | 14.º | 15.º |
| Puntos         | 25  | 20  | 16  | 13  | 11  | 10  | 9   | 8   | 7   | 6    | 5    | 4    | 3    | 2    | 1    |
| Carrera sprint | 12  | 9   | 7   | 6   | 5   | 4   | 3   | 2   | 1   |      |      |      |      |      |      |

#### Por categoría
| Cat.  | Temporadas    | 1.er Gran Premio | 1.er Podio    | 1.ª Victoria  | Carreras | Victorias | Podios | Poles | V.Ráp. | Pts. | CM |
| ----- | ------------- | ---------------- | ------------- | ------------- | -------- | --------- | ------ | ----- | ------ | ---- | -- |
| Moto3 | 2023-2025     | Portugal 2023    |               |               | 39       | 2         | 11     | 3     | 3      | 391  | 0  |
| Moto2 | 2025-         | Tailandia 2025   |               |               |          |           |        |       |        |      |    |
| Total | 2023–Presente | 2023–Presente    | 2023–Presente | 2023–Presente | 39       | 2         | 11     | 3     | 3      | 391  | 0  |

#### Por temporada
| Temp. | Cat.  | Moto      | Equipo                         | Carreras | Victorias | Podios | Poles | V.Ráp. | Pts. | Pos |
| ----- | ----- | --------- | ------------------------------ | -------- | --------- | ------ | ----- | ------ | ---- | --- |
| 2023  | Moto3 | Husqvarna | Liqui Moly Husqvarna Intact GP | 19       | 1         | 2      | 2     | 1      | 149  | 7.º |
| 2024  | Moto3 | Husqvarna | Liqui Moly Husqvarna Intact GP | 20       | 1         | 9      | 1     | 2      | 242  | 3.º |
| 2025  | Moto2 | KTM       | Red Bull KTM Ajo               |          |           |        |       |        | *    | *   |
| Total | Total | Total     | Total                          | 39       | 2         | 11     | 3     | 3      | 391  |     |

- * Temporada en curso.

#### Carreras por año
| Año  | Cat.  | Moto      | 1      | 2      | 3       | 4      | 5      | 6       | 7       | 8       | 9      | 10     | 11      | 12     | 13      | 14     | 15      | 16    | 17     | 18    | 19     | 20     | 21  | 22  | Pos. | Pts. |
| ---- | ----- | --------- | ------ | ------ | ------- | ------ | ------ | ------- | ------- | ------- | ------ | ------ | ------- | ------ | ------- | ------ | ------- | ----- | ------ | ----- | ------ | ------ | --- | --- | ---- | ---- |
| 2023 | Moto3 | Husqvarna | POR 12 | ARG 22 | AME 13  | SPA 23 | FRA 15 | ITA 6   | GER Ret | NED 7   | GBR 9  | AUT 4  | CAT DNS | RSM 5  | IND Ret | JPN 11 | INA 4   | AUS 4 | THA 3  | MAL 1 | QAT 10 | VAL 4  |     |     | 7.º  | 149  |
| 2024 | Moto3 | Husqvarna | QAT 5  | POR 6  | AME Ret | SPA 1  | FRA 3  | CAT 4   | ITA 2   | NED 2   | GER 18 | GBR 3  | AUT 5   | ARA 2  | RSM 5   | ERM 3  | INA Ret | JPN 2 | AUS 18 | THA 3 | MAL 5  | SLD 10 |     |     | 3.º  | 242  |
| 2025 | Moto2 | KTM       | THA 20 | ARG 24 | AME 10  | QAT 13 | SPA 14 | FRA Ret | GBR INJ | ARA INJ | ITA 20 | NED 14 | GER 16  | CZE 16 | AUT     | HUN    | CAT     | RSM   | JPN    | INA   | AUS    | MAL    | POR | VAL | 20.º | 13   |

| Color     | Resultado                                                               |
| --------- | ----------------------------------------------------------------------- |
| Oro       | Ganador                                                                 |
| Plata     | 2.ª plaza                                                               |
| Bronce    | 3.ª plaza                                                               |
| Verde     | Finalizó en los puntos                                                  |
| Azul      | Finalizó sin puntos                                                     |
| Azul      | NC - No clasificado                                                     |
| Violeta   | Ret - No terminó (Carrera)                                              |
| Rojo      | DNQ - No se clasificó                                                   |
| Negro     | DSQ - Descalificado                                                     |
| Blanco    | DNS - No empezó (carrera)                                               |
| Blanco    | WD - Retirado (fin de semana)                                           |
| Blanco    | C - Carrera cancelada                                                   |
| Sin color | DNP - Inscrito pero no participó                                        |
| Sin color | INJ - Lesionado                                                         |
| Sin color | EX - Excluido                                                           |
| Estado    | Resultado                                                               |
| Negrita   | Pole position                                                           |
| Cursiva   | Vuelta rápida                                                           |
| †         | Abandona, pero clasifica al completar el porcentaje requerido para ello |